# MTV3
MTV3 é um canal de televisão finlandês, que faz parte do Grupo Bonnier.

## História
MTV3 começou em 13 de agosto de 1957, a primeira rede de televisão comercial na Finlândia, a emissora de televisão comercial na Europa. Na Finlândia foi precedido pelo canal comercial regional TES-TV. Ele foi originalmente conhecido como MTV com programas transmitidos nos dois canais de Yle. MTV foi atribuído o seu próprio canal depois de 1986, quando Kolmoskanava (TV3) nasceu como uma joint venture entre a Yle, MTV e Nokia. MTV3 nasceu em 1993, quando MTV assumiu as ações da TV3 de Yle e Nokia e programação MTV mudou de frequências Yle aos transmissores TV3. No mesmo ano, MTV Oy foi admitida como membro ativo total da União Europeia de Radiodifusão.

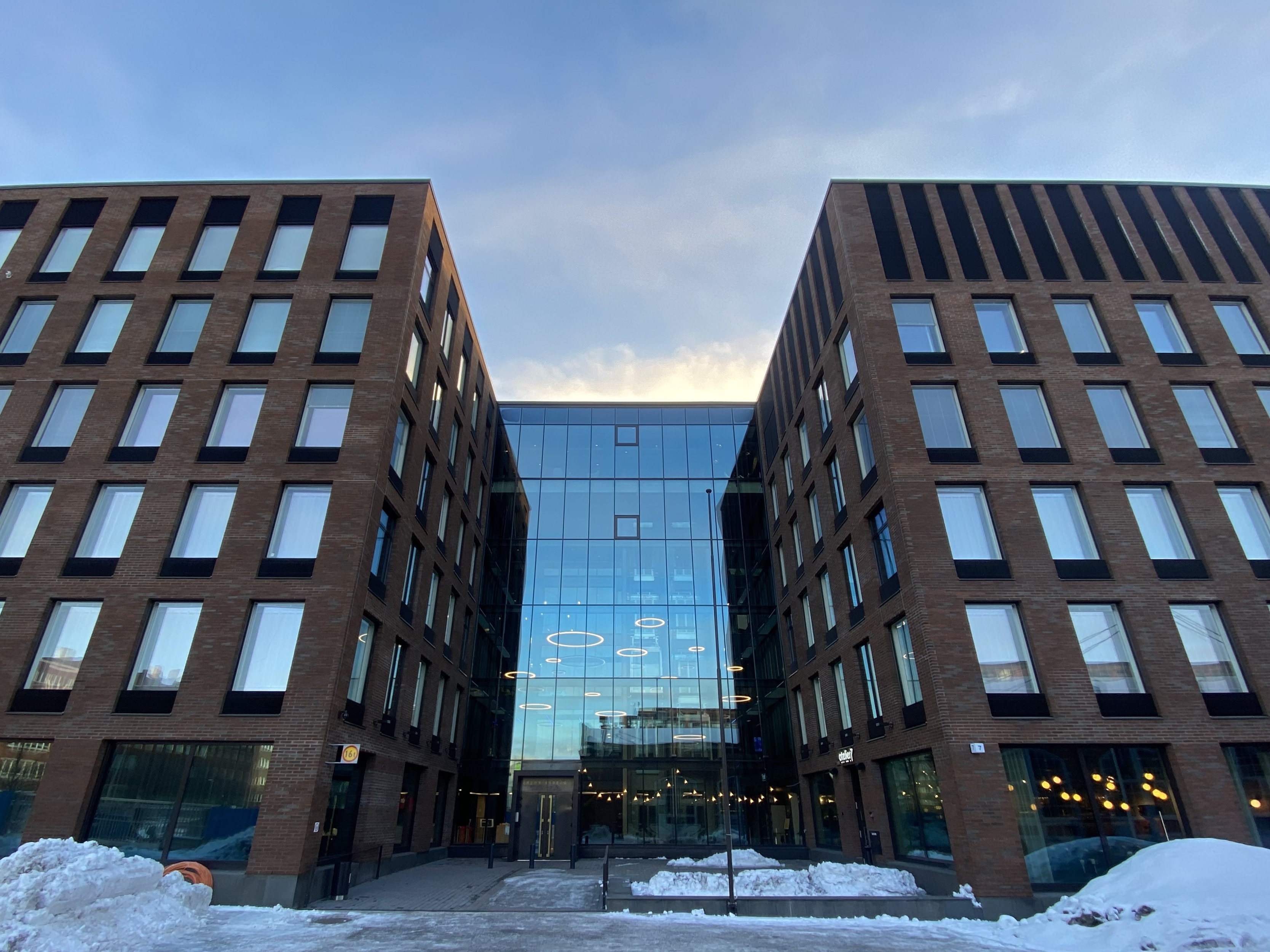
Sede da rede MTV3 em Helsínquia.

## Programas
- Huomenta Suomi
- Seitsemän uutiset
- Kymmenen uutiset
- Ajankohtainen kakkonen
- Salatut elämät (soap opera)
- Angry Birds Toons (desenho animado)